# Pan Group
Pan Group Craiova este una dintre cei mai importante companii din industria de morărit și panificație din România .
Compania a fost privatizată în 1994 prin metoda MEBO, având circa 1.200 de acționari .
Pan Group Craiova deține cinci fabrici de pâine și produse de patiserie, din care două în Craiova și câte una în Filiași, Calafat și Segarcea, precum și un lanț de magazine care cuprinde 43 de unități comerciale, cu o suprafață totală de vânzare de 3.500 m2 .
Număr de angajați în 2009: 1.000 
Cifra de afaceri
- 2002: 17,6 milioane euro [2]
- 2003: 18 milioane euro [2]
- 2004: 22 milioane euro [5]
- 2006: 23 milioane euro [6]
- 2007: 23 milioane euro [1]
- 2008: 25,8 milioane euro [7]